# M (singel Big Bangu)
M – czwarty singel południowokoreańskiej grupy Big Bang, wydany 1 maja 2015 roku przez YG Entertainment. Singel był pierwszą częścią albumu MADE, który ukazał się 12 grudnia 2016 roku. Było to pierwsze wydawnictwo po trzyletniej przerwie w aktywności zespołu, a także ich pierwszy singel fizyczny (ang. single album) po dziewięciu latach.

## Działania promocyjne

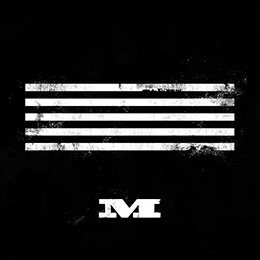
Okładka wersji „Black”

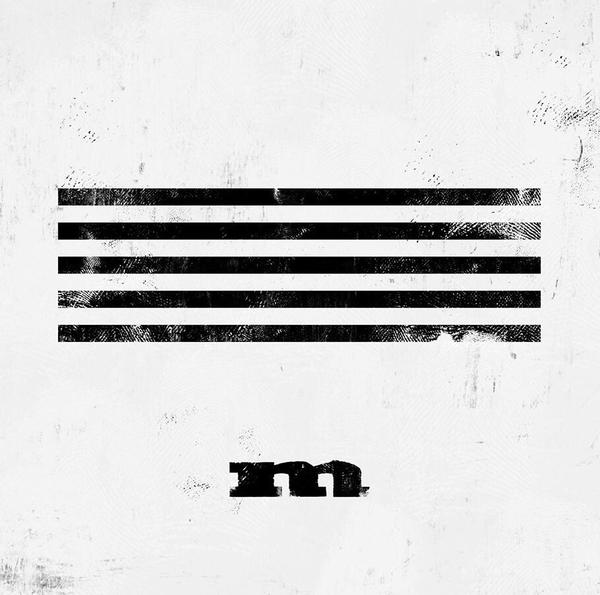
Okładka wersji „White”

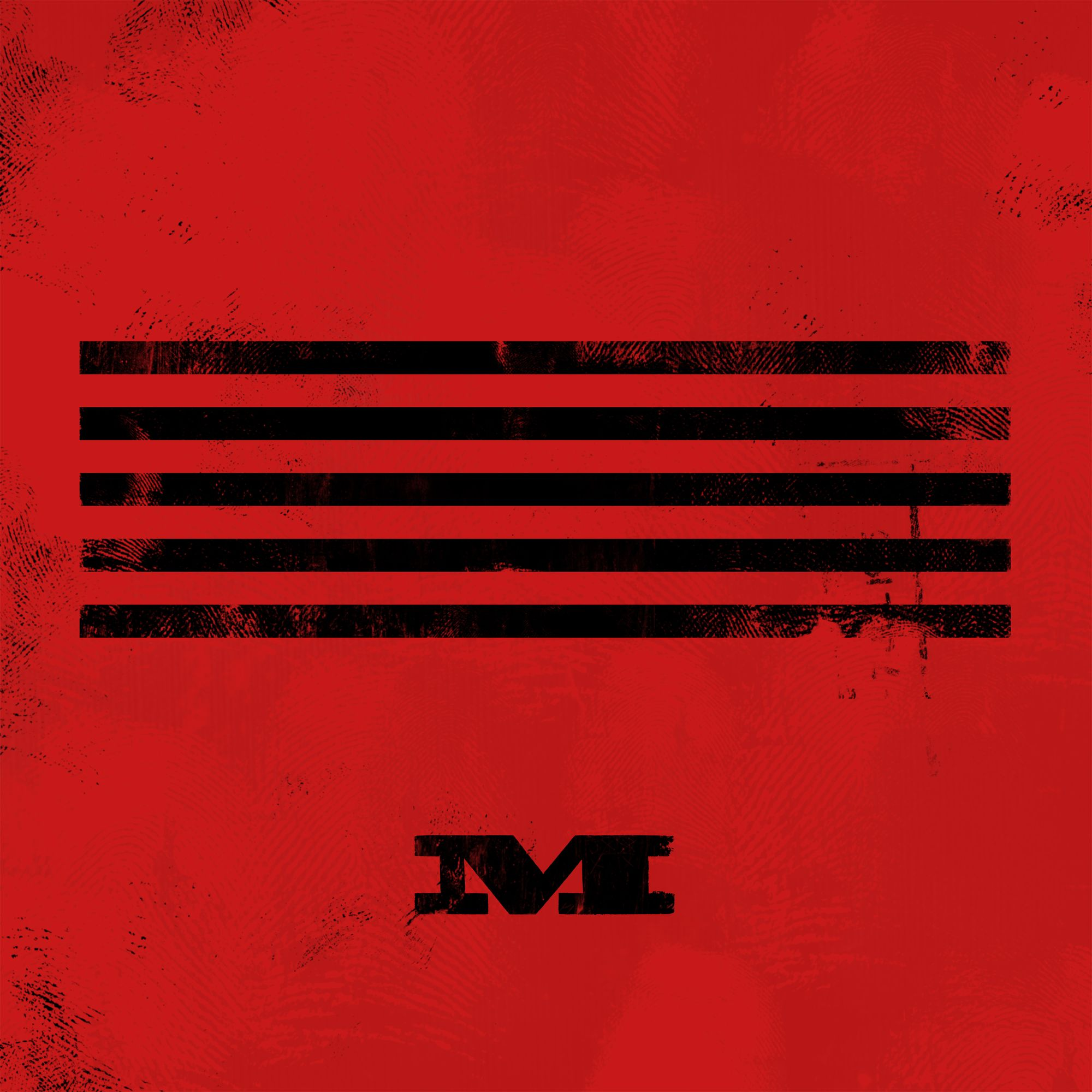
Okładka wersji cyfrowej

Po wykonaniu obu piosenek podczas ich trasy MADE World Tour, comeback zespołu odbył się 3 maja 2015 roku w programie Inkigayo, podczas którego wykonali oba utwory, a następnie 7 maja w programie M Countdown. Big Bang pojawili się również w programie Happy Together stacji KBS2 20 maja.

## Lista utworów

### Singel cyfrowy
| Nr | Tytuł     | Słowa                  | Kompozycja             | Aranżacja | Czas |
| -- | --------- | ---------------------- | ---------------------- | --------- | ---- |
| 1. | "Loser"   | Teddy, T.O.P, G-Dragon | Teddy, Taeyang         | Teddy     | 3:39 |
| 2. | "Bae Bae" | G-Dragon, Teddy, T.O.P | Teddy, G-Dragon, T.O.P | Teddy     | 2:49 |

### Singel fizyczny
| Nr | Tytuł              | Słowa                  | Kompozycja             | Aranżacja | Czas |
| -- | ------------------ | ---------------------- | ---------------------- | --------- | ---- |
| 1. | "Loser"            | Teddy, T.O.P, G-Dragon | Teddy, Taeyang         | Teddy     | 3:39 |
| 2. | "Bae Bae"          | G-Dragon, Teddy, T.O.P | Teddy, G-Dragon, T.O.P | Teddy     | 2:49 |
| 3. | "Loser" (Instr.)   |                        | Teddy, Taeyang         | Teddy     | 3:39 |
| 4. | "Bae Bae" (Instr.) |                        | Teddy, G-Dragon, T.O.P | Teddy     | 2:49 |

## Notowania
| Lista                                           | Najwyższa pozycja |
| ----------------------------------------------- | ----------------- |
| Gaon Weekly Album Chart                         | 1                 |
| Gaon Monthly Album Chart (kwiecień za preorder) | 2                 |
| Gaon Yearly Album Chart (2015)                  | 14                |

## Sprzedaż
| Państwo          | Sprzedaż                     |
| ---------------- | ---------------------------- |
| Korea Południowa | 134 296 (stan na 2015 r.)    |
| Chiny            | 486 466 (stan na 27.11.2016) |